# Metadromius
Metadromius es un género de coleópteros adéfagos de la familia Carabidae. Sus especies se distribuyen por el sur de Europa, Asia y África.

## Especies
Se reconocen las siguientes:
- Metadromius accipiter Mateu, 1978
- Metadromius anamurensis Jedlicka, 1965
- Metadromius angularis (Schmidt-Goebel, 1846)
- Metadromius arabicus Mateu, 1979
- Metadromius besucheti Mateu, 1986
- Metadromius brittoni (Basilewsky, 1948)
- Metadromius brunneus Mateu, 1962
- Metadromius carmelitanus Mateu, 1982
- Metadromius circumdatus Mateu, 1986
- Metadromius coiffaiti Mateu, 1990
- Metadromius desaegeri (Basilewsky, 1962)
- Metadromius ephippiatus (Fairmaire, 1884)
- Metadromius ephippiger (Andrewes, 1932)
- Metadromius hebes Mateu, 1986
- Metadromius indicus Mateu, 1978
- Metadromius lateplagiatus (Fairmaire, 1873)
- Metadromius loebli Mateu, 1986
- Metadromius machadoi Mateu, 1962
- Metadromius malawianus Mateu, 1986
- Metadromius myrmidon (Fairmaire, 1859)
- Metadromius nanus (A. Fiori, 1914)
- Metadromius palmi Machado, 1992
- Metadromius pervenustus (Wollaston, 1864)
- Metadromius ramburii (Piochard de la Brulerie, 1868)
- Metadromius royi Mateu, 1969
- Metadromius rufus Mateu, 1962
- Metadromius signifer (Reitter, 1884)
- Metadromius somalicus Mateu, 1986
- Metadromius suturalis Mateu, 1962
- Metadromius transvaalensis Mateu, 1986